# Jewgienij Gulakowski
Jewgienij Jakowlewicz Gulakowski (ros. Евгений Яковлевич Гуляковский; ur. 20 sierpnia 1934 w Kazaniu w ZSRR) – rosyjski i radziecki pisarz sci-fi. Członek Związku Pisarzy Rosji i laureat nagrody „Aelita” w 1998 roku za wkład w rosyjską fantastykę i nagrody „Łunnaja Raduga” w 2004. Ma na swoim koncie również kilka scenariuszy filmowych.

## Życiorys
Ukończył Kazański Uniwersytet Państwowy i Państwowy Uniwersytet Mołdawski. Po zakończeniu nauki pracował jako naukowiec-geolog. Pierwszymi utworami Gulakowskiego były opowiadania przygodowe o geologach.
W 1968 Gulakowski ukończył Wyższe kursy pisania scenariuszy i zaczął pisać profesjonalnie. W roku 1979 w czasopiśmie „Uralskij sledopyt” («Уральский следопыт») została wydana jego pierwsza i zarazem najgłośniejsza powieść „Pora mgieł” («Сезон туманов»). Kontynuacją opowieści o inspektorze Rotanowie zaczętej w Porze mgieł stał się „Długi wschód na Ennie” («Долгий восход на Энне») wydany w 1984. Obie powieści należą do gatunku fantastyki naukowej umiejscowionej w przyszłości.
Pisarz napisał szereg prac z gatunku science-fiction, a jego styl przez długi czas był unikalnym i niepowtarzalnym zjawiskiem w świecie radzieckiej i rosyjskiej literatury fantastycznej. Pora mgieł stała się pierwszym z radzieckich i rosyjskich utworów z gatunku kosmicznego thrillera z elementami okultyzmu, które wkrótce opublikowane zostały w oddzielnej publikacji w „Młodej gwardii” («Молодой гвардии»).
Wśród dzieł autora najbardziej znane są: „Długi wschód na Ennie” («Долгий восход на Энне»; 1985), „Cień Ziemi” («Тень Земли»; 1989), „Obcy Kosmos” («Чужие пространства»; 1994), „Strategia przechwytywania” («Стратегия захвата»; 1995), „Gry szóstego kręgu” («Игры шестого круга»; 1997), „Zagubieni wśród gwiazd” («Затерянные среди звезд»; 1998), „Przesunięcie ku czerwieni” («Красное смещение»; 1999), „Gwiezdny most” («Звездный мост»; 2001), „Ostatni Miraż” («Последний мираж»; 2002), „Obca planeta” («Чужая планета»; 2003). Historie te obejmują kilka cykli historii dziejących się w tym samym fikcyjnym uniwersum.